# Asghar Ali Engineer

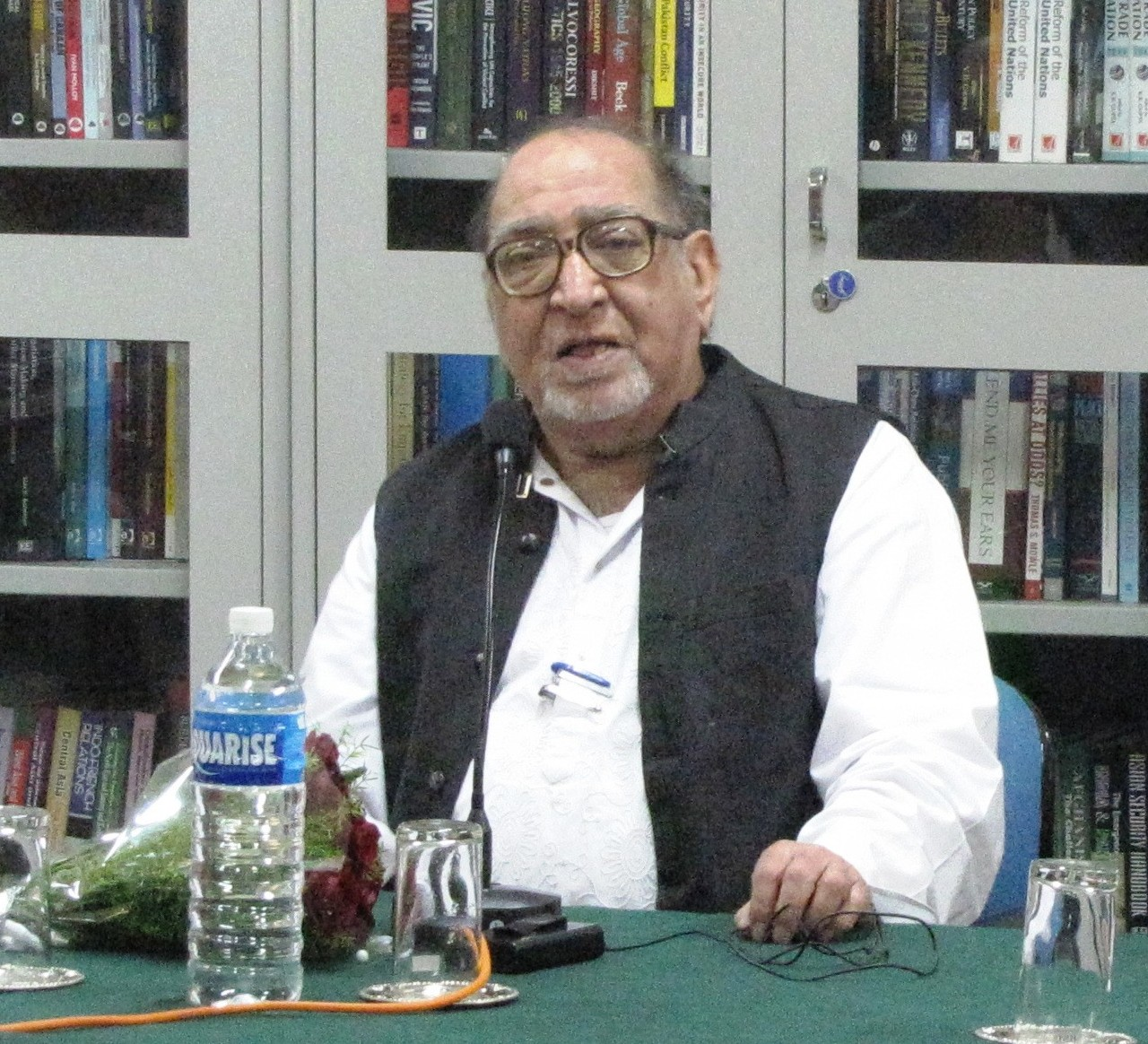
Asghar Ali Engineer

Asghar Ali Engineer (* 10. März 1939 in Salumbar; † 14. Mai 2013 in Mumbai) war ein indischer islamischer Theologe und Gelehrter, der berühmt war für seine Sicht auf den Islam – insbesondere den in Indien – und aktuelle Themen. Er war der Führer der Progressiven Dawudi Bohras-Bewegung, die sich in den 1970er Jahren von den damals vom 52. Dā'ī al-Mutlaq Syedna Mohammed Burhanuddin angeführten Gemeinschaft der Dawudi Bohras loslöste. Sein Sohn ist Irfan Engineer.

## Leben und Wirken
Asghar Ali Engineer ist Verfasser vieler Bücher und Artikel in internationalen Fachzeitschriften. Er war Gründungsvorsitzender des Asian Muslim Action Network, des Institute of Islamic Studies und Centre for the Study of Society and Secularism.
Im März 2000 wurde ein Attentat auf ihn verübt.
2004 war er eine der Personen, die mit dem Right Livelihood Award („Alternativer Nobelpreis“) ausgezeichnet wurden.
2009 wurde er auf der Liste der 500 einflussreichsten Muslime des Prinz-al-Walid-bin-Talal-Zentrum für muslimisch-christliche Verständigung der Georgetown University und des Royal Islamic Strategic Studies Centre von Jordanien gelistet.